# Minsk
Minsk (hviderussisk: Мiнск, russisk: Минск, litauisk: Minskas, jiddisch: מינסק (tr. Minsk) polsk: Mińsk Litewski) er hovedstad og største by i Hviderusland. Byen ligger ved floderne Svislach og Niamiha. Minsk er ligeledes hovedkvarter for Fællesskabet af Uafhængige Stater (SNG). Som nationens hovedstad har Minsk en speciel administrativ status i Hviderusland og er ligeledes administrativt center for Minsk voblast og Minsk rajon. Minsk har 1.996.730 (2025) indbyggere. Minsk storbyområde har 2.645.500(2020) indbyggere.

## Geografi
Minsk er beliggende i det sydøstlige område af Minskbjergene, en region af rullende bjerge, der går fra sydvest til nordøst – det vil sige til Lukomskaje-søen i det nordvestlige Hviderusland. Den gennemsnitlige højde over havet måler sig til 220 m. Minsks geografi blev formet under de to seneste istider. Floden Svislotsj, som løber igennem byen fra nordvest til sydvest, er beliggende i urstrohmtal, en antik floddal formet af vand flydende fra smeltende is i slutningen af den seneste istid. Minsk blev oprindeligt grundlagt på bjergene. I løbet af 1900-tallet kom byen dog til at inkludere de mere flade områder i sydøst. Den vestlige del af byen er den mest bjergprægede.
Minsk er beliggende i et område med blandet skov, som er typisk for det meste af Hviderusland. Der kan stadig ses skov i udkanten af byen, især i nord og øst. Noget af skoven blev omdannet til parker (fx Tjaljuskintsaw Park (hviderussisk:  Парк Чалюскінцаў)), da byen voksede.

### Klima
Minsk har en varm sommer (fugtigt kontinentalklima) takket være dens beliggenhed mellem den fugtige luft fra Atlanterhavet og den tørre luft fra landområderne i Eurasien. Dens vejr er dog ustabilt og har tendens til at skifte ofte.
Den gennemsnitlige januartemperatur er på -6,1° Celsius, mens julitemperaturen ligger på 17,8 °C. Den laveste temperatur blev noteret d. 17. januar 1940 og var på hele -40 °C hvorimod den højeste temperatur, noteret d. 29 juli 1936, var 35 °C.
Luften er ofte fugtig med luftfugtighedsniveau på 80-90%, især i den kolde sæson. Gennemsnitligt er der 135 fugtige dage om året, hvorimod der kun er 6 tørre[kilde mangler]. Dette resulterer jævnligt i tågedannelse, som er mest almindelig i efteråret og foråret. Minsk får årligt en nedbørsmængde på 646 mm, hvoraf en tredjedel falder i den kolde periode (som sne og regn) og to tredjedele i den varme periode. I årets løb er de fleste vinde vestlige og nordvestlige, hvilket bringer kølig og fugtig luft ind fra Atlanten.

## Historie
De tidligste referencer til Minsk kan dateres til 1000-tallet (1067). I 1242 blev Minsk en del af Storfyrstendømmet Litauen og fik byrettigheder i 1499. Fra 1569 var byen hovedstad i Minsk voivodskab i den Den polsk-litauiske realunion. Ved Polens anden deling i 1793 blev Minsk en del af Det Russiske Kejserrige. Fra 1919–1991 var Minsk hovedstad i Hviderussiske SSR.

## Økonomi
Minsk er den økonomiske hovedby for Hviderusland. Den har udviklet industri- og tjenesteydelsesektorer, der ikke blot varetager byens behov, men hele landets.

### Industri
Byen har over 250 fabrikker. Dens industrielle udvikling startede i 1860'erne og blev understøttet af jernbanerne, der blev bygget i 1870'erne. Det meste af den industrielle infrastruktur blev dog ødelagt under første verdenskrig og især under anden verdenskrig. Efter den sidste krig var udviklingen af byen især bundet op på industriens udvikling. Minsk forvandledes til et kæmpe produktionscentrum for lastbiler, traktorer, gear, optisk udstyr, køleskabe, tv og radioer, cykler, motorcykler og ure. Udover maskin- og elektronikproduktionen havde Minsk også tekstil-, mad- og trykkeindustri. Under sovjetperioden var udviklingen af industrien hængt op på udbydere og markeder inden for Sovjetunionen og unionens sammenbrud i 1991 bevirkede et seriøst økonomisk sammenbrud i 1991-1994. Under Aleksandr Lukasjenkos regeringstid i 1995, hvor byen indførte neo-keynesianske politikker, blev meget af den grovindustrielle produktion genoptaget. Ulig mange andre byer i Østeuropa blev Minsk ikke groft deindustrialiseret i 1990'erne.
Omkring 40% af arbejdsstyrken er stadig aktiv inden for fremstillingssektoren. Over 70% af de producerede varer bliver eksporteret fra Hviderusland. Eksporten er især rettet mod Rusland og andre medlemmer af SNG. Minsk besidder dog ikke den nyeste teknologi og det bedste udstyr og er derfor på visse punkter ikke konkurrencedygtig efter internationale standarder.

## Personer fra Minsk
- Raman Pratasevitsj, også Roman Protasevitsj (1995-), journalist, politisk aktivist, blogger[3]

## Venskabsbyer
Minsk er venskabsby med følgende byer i forskellige lande:
| - Abu Dhabi, Forenede Arabiske Emirater (siden 2006) - Ankara, Tyrkiet (siden 2006) - Bangalore, Indien (siden 1982) - Beijing, Folkerepublikken Kina - Belo Horizonte, Brasilien (siden 1987) - Caracas, Venezuela (siden 2006) - Changchun, Folkerepublikken Kina - Detroit, USA - Eindhoven, Holland (siden 1995) - Havana, Cuba (siden 2005) | - Kathmandu, Nepal - Lodz, Polen - Lyon, Frankrig - Murmansk, Rusland (siden 1995) - Nottingham, UK (1957-2022) - Novosibirsk, Rusland - Odessa, Ukraine - Potsdam, Tyskland - Sendai, Japan (siden 1972) - Tehran, Iran (siden 2006) - Yerevan, Armenien |